# Sarcophaga dux
Sarcophaga dux är en tvåvingeart som beskrevs av Thomson 1869. Sarcophaga dux ingår i släktet Sarcophaga och familjen köttflugor. Inga underarter finns listade i Catalogue of Life.